# Беклемишев, Николай Васильевич
Николай Васильевич Беклемишев (1817—1866) — русский публицист, драматург и мемуарист.

## Биография
Николай Беклемишев родился 5 (17) апреля 1817 года. Служил в гусарском полку Русской императорской армии, выйдя в отставку решил посвятить свою жизнь театру. 
В первой середине пятидесятых XIX века им напечатаны несколько статей о театре в «Литературной газете» и в «Пантеоне».
Две его драмы «Жизнь за жизнь» и «Майко» были поставлены в городе Москве на сцене Большого театра, первая шла в бенефис Павла Степановича Мочалова, другая в бенефис Прасковьи Ивановны Орловой (издана в Санкт-Петербурге в 1847 году).
Н. В. Беклемишев хорошо изучил быт артистов и оставил интересный театральный дневник Оставил после себя дневник, интересный для истории московского театра. Был очень дружен с П. С. Мочаловым, который чрезвычайно к нему привязался.
Незадолго до смерти он собирался обратить свою обширную библиотеку в народную читальню, но не успел этого исполнить. 
Николай Васильевич Беклемишев умер 8 (20) мая 1866 года в бельгийском городе-курорте Спа и был погребён в Москве в Новодевичьем монастыре 30 октября (11 ноября) 1866 года.